# Justicia (Madrid)
Le quartier de Justicia est un quartier administratif de Madrid situé dans le district Centro.
Le domaine de Chueca et le siège du Tribunal suprême sont situés dans le quartier.
D'une superficie de 74,2034 hectares, il accueille 17 830 habitants (Septembre 2019).